# Xã Napoleon, Michigan
Xã Napoleon (tiếng Anh: Napoleon Township) là một xã thuộc quận Jackson, tiểu bang Michigan, Hoa Kỳ. Năm 2010, dân số của xã này là 6.776 người.